# Jon Remigio Cuyami Vaz
Jon Remigio Cuyami Vaz   (Sant Sebastià, 17 de desembre de 1972) més conegut com a Jon Cuyami és un exfutbolista basc, que jugava com a davanter. Fills d'emigrants equatoguineans, va ser seleccionat per la Selecció de futbol de Guinea Equatorial, amb qui va jugar dos partits l'any 2003.
Cuyami va sorgir del planter de la Reial Societat, amb qui va jugar alguns partits a primera divisió. Després, però, va fer gairebé tota la seua carrera en diferents equips de la Segona B, fins a la seua retirada el 2007.